# Kamaldulská slovenština

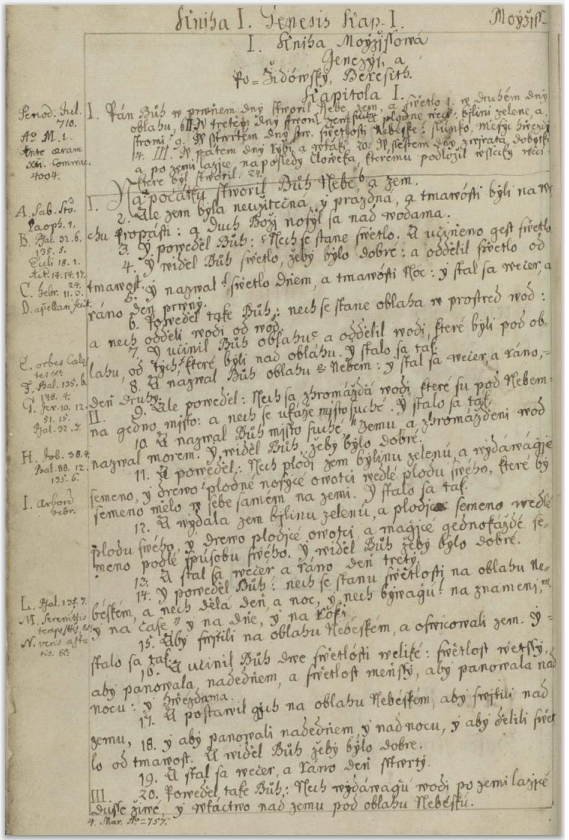
Stránka z Kamaldulské bible

Kamaldulská slovenština je varianta kulturní slovenštiny, přesněji bohemizovaná a kodifikovaná varianta kulturní západoslovenštiny. Vznikla a byla užívána před bernolákovským obdobím a byla nazvána podle řehole kamaldulů, jejíž příslušníci se významně přičinili o zvelebení kulturní západoslovenštiny, zejména těmito díly: 
- Písma Swaté Biblie Slowenské aneb Písma Swatého částka I-II (tzv. Kamaldulská bible; před 1756, zachována v opise z let 1756-1759) – první známý překlad celé Bible do slovenštiny, dnes v archivu Arcibiskupského úřadu v Trnavě
- Syllabus dictionarij latino-slavonicus... (tzv. Hadbávného slovník nebo Kamaldulský slovník; 1763) – latinsko-slovenský slovník, 948 stran rukopisu, dnes v Univerzitní knihovně v Budapešti

Ve starší literatuře se autorství obou nebo jednoho z těchto děl připisuje konkrétně Romualdovi Hadbávnému, který byl v daném čase opatem kamaldulského kláštera, nebo přinejmenším mnichům z kláštera Červený kláštor, jehož byly tyto texty majetkem. Rukopis prací se však neshoduje se zachovalými rukopisy kamaldulských řeholníků v Červeném klášteře a autory mohli být například i kamaldulští mniši z kláštera na Zoboru v Nitře, což podporuje i fakt, že jazykově texty spadají spíše do nitranských a dolnotrenčínských nářečí.
Kamaldulští řeholníci vytvořili i řadu dalších překladů náboženské literatury a původních prací ve slovenčině.